# Takis Fotopoulos
Takis Fotopoulos (Τάκης Φωτόπουλος) nació el 14 de octubre de 1940 en la Isla de Quíos, en Grecia. Es filósofo político, economista y activista; fundó el proyecto y el movimiento para una “democracia inclusiva”, que representa una síntesis de la democracia clásica y el socialismo libertario junto con las corriente radicales en los nuevos movimientos sociales (ecologistas, feministas etc.). Fue profesor universitario y ha escrito numerosos libros y más de 700 artículos publicados en múltiples idiomas. Es editor del International Journal of Inclusive Democracy (sucesor de la revista Democracy and Nature), dónde ha publicado numerosos ensayos sobre temas de sociología, ecología social, ética y ciencia política. Es autor del libro “Hacia una Democracia Inclusiva: la crisis de la economía de crecimiento y la necesidad de un nuevo proyecto liberador” donde explica detalladamente el proyecto de la Democracia Inclusiva. Fotopoulos vive en Londres.

## Primera Etapa de su vida
Nació en Grecia y después de cursar estudios en ciencias políticas y economía, así como también en Derecho en la universidad de Atenas, se mudó a Londres en 1966 para realizar estudios de postgrado en la escuela de economía de Londres, con una beca de la universidad de Atenas. Fue un estudiante sindicalista y activista en Atenas y activista político en Londres, tomado parte activa en el movimiento de estudiantes de Londres de 1968, así como también en organizaciones de la izquierda revolucionaria griega durante la lucha contra la junta militar en Grecia (1967-1974).

## Trabajos Académicos y experiencia
Fue catedrático de Economía en la Universidad Norte de Londres durante más de veinte años hasta que comenzó la edición de la revista "Society and Nature", más tarde "Democracy and Nature" y actualmente el "International Journal of Inclusive Democracy"(en Internet). También es columnista permanente de "Eleftherotypia", uno de los periódicos más vendidos en Grecia.

## Democracia inclusiva
Takis Fotopoulos desarrolló el proyecto político de la Democracia Inclusiva en el 1997 (se puede encontrar una exposición detallada en el libro Hacia una Democracia Inclusiva). El nuevo proyecto es el resultado de una síntesis entre las tradiciones democrática, socialista libertaria y los "nuevos" movimientos sociales.
El punto de partida del trabajo de Fotopoulos es que el mundo se enfrenta a una crisis multidimensional (económica, ecológica, social, cultural y política), causada por la concentración de poder en manos de varias élites, como resultado del establecimiento, desde hace dos siglos, del sistema de la economía de mercado, la "democracia" representativa y las formas relacionadas de estructuras jerárquicas. Si acceptamos esta premisa, entonces la salida evidente de la crisis es la abolición de las estructuras y relaciones de poder, es decir, la creación de las condiciones para la distribución igualitaria del poder entre todos los ciudadanos.Una forma para llevar a cabo este tipo de sociedad es la estrategia propuesta por el proyecto de la Democracia Inclusiva que implica la creación de estructuras económicas, políticas y sociales que aseguren la democracia directa, la democracia económica, la democracia ecológica y la democracia en el ámbito social. También implica la creación de un nuevo paradigma social (sistema de valores) que tiene que ser hegemónico para garantizar la reproducción de la democracia inclusiva.
Fotopoulos propone un modelo económico para una sociedad sin dinero, sin mercado y sin estado, que tiene el objetivo de satisfacer las necesidades básicas de la población y al mismo tiempo, posibilitar la libertad de elección respecto al consumo y al trabajo. La democracia económica implica la propiedad y el control colectivo de los recursos productivos por parte de las asambleas démicas (asambleas de ciudadanos en una zona geográfica concreta).La democracia política implica la creación de instituciones de democracia directa en el ámbito político, que toman la forma de asambleas de ciudadanos confederadas que toman todas las decisiones políticas importantes, directamente y sin representación. La democracia social implica la autogestión en los centros de trabajo, centros educativos, culturales etc, que se organizan mediante asambleas que se orientan por los objetivos generales fijados por las asambleas démicas. La democracia ecológica implica la creación de condiciones objetivas (instituciones) y subjetivas (valores) que reintegren la sociedad con la naturaleza.
La construcción de una democracia inclusiva no se considera una utopía (en el sentido negativo de la palabra) sino la única forma realista de salir de la crisis actual.

## Trabajos relevantes
- Towards An Inclusive Democracy (London/New York: Cassell Continuum, 1997), 401 pp. ISBN 0-304-33627-0 and 0-304-33628-9.

- Hacia Una Democracia Inclusiva, Un nuevo proyecto liberador (Montevideo: Nordam, 2002), 325 pp. ISBN 9974-42-098-9

- Περιεκτική Δημοκρατία (Athens: Kastaniotis, 1999), 656 pp. ISBN 960-03-2416-6

- Per Una Democrazia Globale (Milano: Eleuthera, 1999), 254 pp. ISBN 88-85060-37-4

- Vers Une Démocratie Générale (Paris: Seuil, 2002), 250 pp. ISBN 2-02-052846-0

- Umfassende Demokratie, Die Antwort auf die Krise der Wachstums-und Marktwirtschaft (Grafenau: Trotzdem Verlag, 2003), 445 pp. ISBN 3-931786-23-4

- The Multidimensional Crisis and Inclusive Democracy (E-book en lengua inglesa, 2005 (original griego - Atenas: Gordios. 2005) 334 pp. ISBN 960-7083-69-5 (Edición gratuita)
- 当代多重危机与包容性民主, 2008. ISBN 978-7-5607-3533-7)

- Περιεκτική Δημοκρατία - 10 Χρόνια Μετά (Athens: Eleftheros Typos, 2008), 591 pp.

## Libros publicados en Grecia
Libros publicados en Grecia
- Dependent Development: The Case of Greece (Athens: Exantas, 1985 & 1987).
- The Gulf War: The First Battle in the North-South Conflict (Athens: Exantas, 1991).
- The Neoliberal Consensus (Athens: Gordios, 1993).
- The New World Order and Greece (Athens: Kastaniotis, 1997).
- Inclusive Democracy (Athens: Kastaniotis, 1999).
- Drugs: Beyond the Demonology of Penalisation and the 'Progressive' Mythology of Liberalisation (Athens: Eleftheros Typos, 1999).
- The New Order in the Balkans and the First War of the Internationalised Market Economy (Athens: Staxy, 1999).
- Religion, Autonomy and Democracy (Athens: Eleftheros Typos, 2000).
- Globalisation, the Left and Inclusive Democracy (Athens: Ellinika Grammata, 2002).
- From the Athenian Democracy to Inclusive Democracy (Athens: Eleftheros Typos, 2002).
- The War against 'Terrorism': the Elites Generalised Attack (Athens: Gordios, 2003).
- Chomsky's capitalism, Albert's post-capitalism and Inclusive Democracy (Athens: Gordios, 2004).
- The Multidimensional Crisis and Inclusive Democracy (Athens: Gordios, 2005).
- "Inclusive Democracy - 10 Years Afterwards" (Athens: Eleftheros Typos, 2008).

## Otras contribuciones bibliográficas
- Studies on the contemporary Greek Economy, ed. by S.Papaspiliopoulos (Papazisis, 1978).
- Education, Culture and Modernization, ed. by Peter Alheit et. al. (Roskide University, 1995). (Takis Fotopoulos contribution: "The crisis of the growth economy, the withering away of the nation-state and the community-based society").
- Complessità sistemica e svillupo eco-sostenibile, ed. by I.Spano & D.Padovan (Sapere 2001). (Takis Fotopoulos contribution: "La crisi dell 'economia di crescita. Societa ecologica e democrazia").
- Defending Public Schools, ed. by David A. Gabbard & E. Wayne Ross (Praeger, 2004). (Takis Fotopoulos contribution: "The State, the Market and (Mis-)education").
- Globalisation, Technology and Paideia in the New Cosmopolis (Atrapos, 2004).
- Critical Perspectives on Globalisation, ed. by Robert Hunter Wade, Marina Della Giusta and Uma Kambhampati (Chelthenham, UK & Norrhampton, MA USA: Edward Elgar publishing, 2006). (Takis Fotopoulos contribution: "The global 'war' of the transnational elite").
- Globalised Capitalism, The Eclipse of the Left and Inclusive Democracy, ed. by  Steven Best (Athens: Koukkida, 2008). And as Special Issue of "The International Journal of Inclusive Democracy", Winter 2009, in english: Online/PDF (with two contributions by Takis Fotopoulos).

## Lecturas complementarias
- See also the "Inclusive Democracy" entry in the Routledge Encyclopedia of International Political Economy Archivado el 8 de febrero de 2012 en Wayback Machine., (ed. by Barry Jones), Vol. 2 (2001), pp. 732-740.
- “The Inclusive Democracy project – six years on“, (essays on the ID project by Michael Levin, Arran Gare, David Freeman, Serge Latouche, Jean-Claude Richard , Takis Nikolopoulos, Rafael Spósito, Guido Galafassi, Takis Fotopoulos and others), Democracy & Nature, Vol. 9, No. 3 (November 2003).
- “Debate on the Inclusive Democracy project (Parts I & II)“, The International Journal of Inclusive Democracy, Vol. 1, No. 2 (January 2005) and Vol. 1, No. 3 (May 2005).
- Takis Fotopoulos, "Inclusive Democracy" in Alternative Economies, Alternative Societies ed. by Oliver Ressler & Aneta Szylak, 240 pages (20 pages in color), languages: English and Polish, ISBN 978-83-924665-0-5 (Gdansk: Wyspa Institute of Art, Poland, 2007). [Published in German/Hungarian by Promedia Verlag, Wien 2008. ISBN 978-3-85371-291-7].

## Video
- Entrevista a Takis Fotopoulos sobre el proyecto de la Democracia Inclusiva, realizada por Oliver Ressler, 19 de julio de 2003 (subtítulos en castellano)